# Zürcher Märchenbühne
Die Zürcher Märchenbühne ist eine Theaterproduktionsgesellschaft in der Schweizer Stadt Zürich. Sie wurde 1961 vom Theaterproduzenten und Fotografen Edi Baur gegründet. Jährlich wird im Theater am Hechtplatz ein Märchen für Kinder in Schweizerdeutsch aufgeführt.

## Leitung
- 1961–1989: Edi Baur
- 1989–1994: Ines Torelli
- 1994–2024: Erich Vock und Hubert Spiess
- seit 2024: Ramona Fattini

## Schauspieler
An den Produktionen haben zahlreiche bekannte Schweizer Theater-Schauspielerinnen und -Schauspieler mitgewirkt (sortiert nach Geburtsdatum):
- Margrit Rainer (1914–1982)
- Ruedi Walter (1916–1990)
- Elisabeth Schnell (1930–2020)
- Trudi Roth (1930–2016)
- Monica Gubser (1931–2019)
- Ines Torelli (1931–2019)
- Vincenzo Biagi (* 1932)
- Jörg Schneider (1935–2015)
- Albert Tanner (1941–2013)
- Bella Neri (* 1942)
- Walter Andreas Müller (* 1945)
- Peter Fischli (* 1947)
- Philippe Roussel (* 1961)
- Erich Vock (* 1962)
- Daniel Bill (* 1963)
- Hubert Spiess (* 1964)

- Anikó Donáth (* 1971)
- Edward Piccin (* 1971)
- Kiki Maeder (* 1981)